# 삥룽 조약
삥룽 조약(버마어: ပင်လုံ စာချုပ် [pɪ̀ɰ̃ lòʊɰ̃ sà dʑoʊʔ])은 1947년 2월 12일 아웅산 휘하의 버마 정부와 샨족, 가친족, 친족 사이에서 남부 샨주 삥룽에 도달했다. 이 조약은 원칙적으로 "프론티어 지역에 대한 내부 행정의 완전한 자주권"을 수락하고 제헌의회에 의한 가친주의 창설을 구상했다. 그 조약은 샨주와 버마 연방 정부 사이에 확립된 재정 관계를 계속 유지했으며 가친 언덕와 친 언덕에 대한 유사한 조치를 구상했다. 이 조약의 기념일은 매년 노동절로 기념되다.

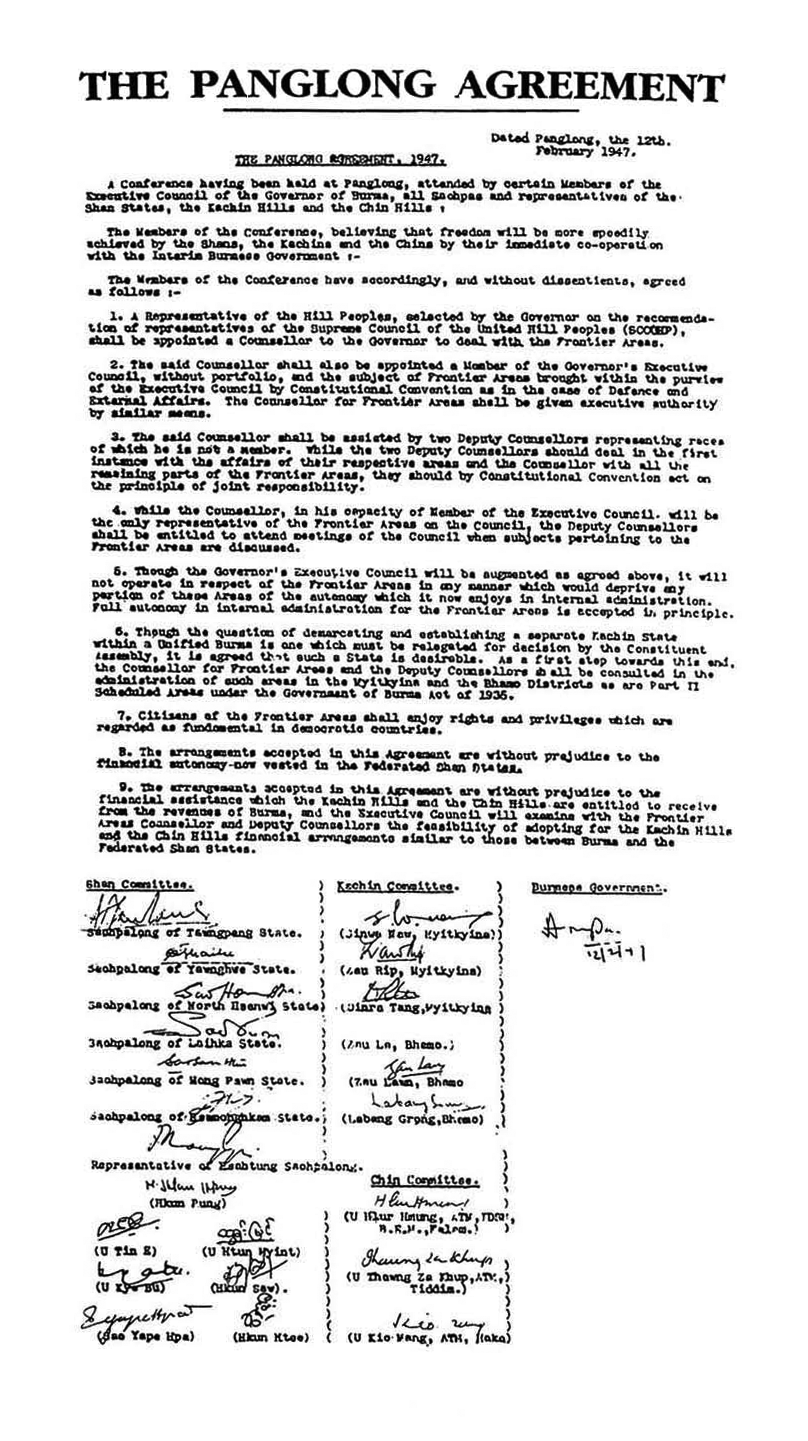
삥룽 조약

## 같이 보기
- 삥룽 회의
- 친주
- 가친주